# Månens forside
Månens forside er den halvdel af Månen, som vender mod Jorden, mens den anden halvdel betegnes som Månens bagside. Da Månen har bunden rotation, vender den altid næsten samme side mod Jorden, hvorfor størstedelen af forsiden er tilgængelig for observationer fra Jorden.
Forsiden er karakteriseret ved ret store mørke områder, der af astronomer fra det 17. århundrede, der først kortlagde Månen, blev antaget at være have. De latinske ord herfor, oceanus og mare, blev brugt til disse områder, mens de lyse områder tilsvarende blev betegnet som terra, fastland. 
De mest markante mareområder på Månens forside er (i urets retning begyndende nederst): 
- Mare Nubium
- Mare Humorum
- Oceanus Procellarum (til venstre for centrum)
- Mare Imbrium
- Mare Frigoris (øverst over centrum)
- Mare Serenita (lidt over centrum til højre)
- Mare Crisium (yderst til højre)
- Mare Tranquillitatis (lige til højre for centrum)
- Mare Fecunditatis (yderst til højre under Mare Crisium)
- Mare Nectaris (lidt under midten og til højre for centrum)
- Mare Vaporum (næsten i centrum)

| Astronomi | Spire Denne artikel om astronomi er en spire som bør udbygges. Du er velkommen til at hjælpe Wikipedia ved at udvide den. |